# Asociación de Escritores de Baréin
La Asociación de Escritores de Bahréin ( en árabe: أسرة الأدباء والكتاب في البحرين‎ ) es una asociación profesional de escritores de Baréin . Fundada en 1969, tiene su sede en el barrio Zinj de Manama . Comprometida con la movilidad social, su lema es “Palabras para la Humanidad”.  La organización es miembro asociado de la Unión de Escritores Árabes y de la Asociación de Escritores Afroasiáticos.  La Asociación de Escritores de Bahrein tiene como objetivo:
Estimular la producción literaria, cultural y de pensamiento general de calidad; fomentar la investigación literaria e intelectual y el interés por la historia árabe a nivel local y nacional; y orientar la literatura en una dirección que sirva a la sociedad y desarrolle la conciencia social, además de patrocinar el movimiento intelectual y trabajar por su prosperidad. 

## Historia
La Asociación fue fundada el 29 de septiembre de 1969 por 16 miembros fundadores entre los escritores de Baréin, entre ellos Mohammed Jaber Al-Ansari, Hussain Rashid Al-Sabbagh, Hamda Khamis, Munira bint Faris Al Khalifa, Muhammad Al-Majid, Khalifa al-Arifi, Yusef Hassan, Ahmed Al-Mannai, Rashid Najem Mansour Hashem, Muhammad Abd al-Malik, Khamis al-Qallaf, Khalaf Ahmad Khalaf, Alawi al-Hashimi, Qassim Haddad y Ali Abdullah Khalifa . Al-Ansari fue su primer presidente.  